# Boophis septentrionalis
Boophis septentrionalis is een kikker uit de familie gouden kikkers (Mantellidae). De soort werd voor het eerst wetenschappelijk beschreven door Frank Glaw en Miguel Vences in 1994. De soort behoort tot het geslacht Boophis.

## Leefgebied
De kikker is endemisch in Madagaskar. De soort komt voor in het noorden van het eiland en leeft op een hoogte van 650 tot 1150 meter boven zeeniveau.

## Synoniemen
- Boophis luteus sub. septentrionalis Glaw & Vences, 1994